# Saint-Ay
Saint-Ay är en kommun i departementet Loiret i regionen Centre-Val de Loire strax norr Frankrikes mitt. Kommunen ligger i kantonen Meung-sur-Loire som tillhör arrondissementet Orléans. År 2022 hade Saint-Ay 3 691 invånare.

## Befolkningsutveckling
Antalet invånare i kommunen Saint-Ay
| Referens: INSEE |